# طويقان بني العرف
طويقان بني العرف (الاسم العلمي:Selenidera nattereri) (بالإنجليزية: Tawny-tufted Toucanet)‏ هو نوع من الطيور يتبع جنس طويقان ثنائي اللون من الفصيلة الطوقانية.